# Joe Hutshing
Joe Hutshing – amerykański montażysta filmowy. Dwukrotny laureat Oscara za najlepszy montaż do filmów Olivera Stone’a: Urodzony 4 lipca (1989) i JFK (1991). Był także nominowany do tej nagrody za montaż do filmów Jerry Maguire (1996) i U progu sławy (2000), obydwa w reżyserii Camerona Crowe’a.